# Regulate…G Funk Era
| Оценки критиков | Оценки критиков |
| Источник        | Оценка          |
| --------------- | --------------- |
| Allmusic        | [ 1 ]           |
| Q Magazine      | [ 2 ]           |
| RapReviews      | (8/10)          |
| Rolling Stone   | [ 4 ]           |
| USA Today       | [ 5 ]           |

Regulate…G Funk Era — дебютный студийный альбом американского хип-хоп исполнителя Warren G, выпущен 7 июля 1994 года лейблом Violator Records и распространён лейблом Def Jam Recordings. Всего в мире было продано более четырёх миллионов копий, из которых три были проданы в США. Диск получил 3-кратную платину от RIAA. Основным хитом альбома стал сингл Regulate, записанный совместно с Nate Dogg’ом. Песня стала главным саундтреком к фильму «Над кольцом», который был выпущен 22 марта, 1994. Также альбом содержал ещё один хит «This D.J.».
30 октября 2007 года Warren G выпустил бонусный диск, который включает в себя 6 бонусных треков.

## Выход альбома
'Regulate…G Funk Era занял второе место на US Billboard Top 200 Album Chart, продаваясь в количестве 176,000 копий в первую неделю. Warren G имел две премии Грэмми: сингл «This D.J.» был номинирован на Грэмми в категории «Лучшее сольное рэп исполнение», в то время как сингл «Regulate» был номинирован на Грэмми в категории «Лучшее рэп исполнение дуэтом или группой». Альбом получил положительные отзывы от критиков.

## Список композиций
1. «Regulate» (совместно с Nate Dogg) 4:08
2. «Do You See»   3:59
3. «Gangsta Sermon» (совместно с B-Tip и Ricky Harris) 0:36
4. «Recognize» (совместно с The Twinz) 2:59
5. «Super Soul Sis» (совместно с Jah Skills) 2:56
6. «'94 Ho Draft» (совместно с B-Tip и Ricky Harris) 1:00
7. «So Many Ways» (совместно с Wayniac и Lady Levi) 3:24
8. «This D.J.» (совместно с O.G.L.B.) 3:23
9. «This Is the Shack» (совместно с The Dove Shack) 4:05
10. «What’s Next» (совместно с Mr. Malik) 3:26
11. «And Ya Don’t Stop» 3:22
12. «Runnin' wit No Breaks» (совместно с Jah Skills, Bo Roc, G Child и The Twinz) 3:32

- Бонусные треки

1. «Regulate (Remix)» (совместно Nate Dogg) 4:19
2. «Do You See (Stepz Remix)»   5:15
3. «Do You See (Old Skool Mix)»   5:17
4. «This D.J. (Remix)» (совместно с O.G.L.B.) 3:46
5. «This D.J. (Dobie’s Rub Part 1)» (совместно с O.G.L.B.) 4:02
6. «What’s Next (Instrumental)»   3:29

## Участники записи
- Warren G — вокалист, продюсер
- Nate Dogg — вокалист
- Chris Lighty — исполнительный продюсер
- Paul Stewart — исполнительный продюсер
- John Philip Shenale — цифровое редактирование
- John Morris — ассистент инженера, микс,
- Greg Geitzenauer — клавишник, микс, инженер
- Mike Ainsworth — ассистент инженера
- Ulysses Noriega — ассистент инженера
- George «Yorrgi» Gallegos — ассистент инженера
- Christopher C. Murphy — ассистент инженера
- Tony Green — басс
- Daniel Shulman — басс
- Che Laird — гитара
- Andreas Straub — гитара
- Morris O’Connor — гитара
- Sean «Barney» Thomas — клавишник
- Carl «Butch» Small — ударник
- The Dove Shack — вокал, бэк-вокал
- Ricky Harris — вокал
- B-Tip — вокал
- Deon — вокал
- Dewayne — вокал
- Lady Levi — вокал
- Jah-Skilz — вокал
- G-Child (Warren G) — бэк-вокал
- O.G.L.B. — бэк-вокал
- Michael Miller — фотограф

## Семплы
Regulate
- «I Keep Forgettin' (Every Time You’re Near)» исполнителя Michael McDonald
- «Sign of the Times» исполнителя Bob James
- «Let Me Ride» Dr. Dre

Do You See
- «Bicentennial Blues» исполнителя Gil Scott-Heron
- «Juicy Fruit» исполнителя Mtume
- «Mama Used to Say» исполнителя Junior

Super Soul Sis
- «Don’t Stop (Ever Loving Me)» группы One Way
- «Why Have I Lost You» группы Cameo
- «Nuthin' but a 'G' Thang» (Freestyle Remix)" исполнителя Snoop Dogg

94 Ho Draft
- «Groove to Get Down» исполнителя T-Connection

This Is The Shack
- «Ode To Billie Joe» исполнителя Lou Donaldson
- «Pass The Dutchie» исполнителя Musical Youth

This D.J.
- «Curious» исполнителя Midnight Star
- «Juicy Fruit» исполнителя Mtume
- «Paid in Full» дуэта Eric B. & Rakim

And Ya Don’t Stop
- «Janitzio» исполнителя Don Julian

Runnin' Wit No Breaks
- «Go On and Cry» исполнителей Les McCann и Eddie Harris
- «N.T.» исполнителей Kool и the Gang
- «Tha Next Episode(Unreleased)» исполнителей Snoop Dogg & Dr. Dre

So Many Ways
- «Take Your Time (Do It Right)» исполнителя The S.O.S. Band

## Чарты
| Чарты (1994—1995)                      | позиция |
| -------------------------------------- | ------- |
| Австралия (ARIA)                       | 42      |
| Нидерланды (Album Top 100)             | 19      |
| Германия (Media Control)               | 15      |
| Новая Зеландия (RMNZ)                  | 26      |
| Швеция (Sverigetopplistan)             | 12      |
| Великобритания (UK Albums Chart)       | 25      |
| США (Billboard 200)                    | 2       |
| США (Billboard Top R&B/Hip-Hop Albums) | 1       |